# Карамали-Бузат
Карамали́-Буза́т (рос. Карамалы-Бузат, башк. Ҡарамалы-Буҙат) — присілок у складі Стерлібашевського району Башкортостану, Росія. Входить до складу Бузатівської сільської ради.
Населення — 10 осіб (2010; 18 в 2002).
Національний склад:
- татари — 100%